# Berzdorf (Wesseling)
Berzdorf – dzielnica miasta Wesseling położona w zachodnich Niemczech nad Renem, w kraju związkowym Nadrenia Północna-Westfalia, w rejencji Kolonia, w powiecie Rhein-Erft. Liczy ok. 4 871 mieszkańców (2010). Pierwsze wzmianki z roku 1173.
Berzdorf jest dużym ośrodkiem przemysłu chemicznego w Nadrenii Północnej Westfalii i znajduje się w dzielnicy jedna z największych rafinerii ropy naftowej na świecie.